# إد جيمس
إد جيمس (بالإنجليزية: Ed James)‏ هو كاتب سيناريو ومنتج تلفزيوني أمريكي، ولد في 8 يونيو 1908، وتوفي في 6 مارس 1995 في سان دييغو في الولايات المتحدة.

## وصلات خارجية
- إد جيمس على موقع IMDb (الإنجليزية)
- إد جيمس على موقع قاعدة بيانات الفيلم (الإنجليزية)